# Монотонность следствия
Монотонность следствия — свойство многих формальных систем, согласно которому, если из множества высказываний дедуктивно выводится определённое суждение, то оно также следует и из любого супермножества данных высказываний. Следствием, является вывод, о том, что если данный аргумент дедуктивно общезначим, то при добавлении дополнительных посылок, его невозможно сделать ложным.
Логические системы, обладающие подобным свойством, называются монотонными логиками, поскольку они отличаются от немонотонных логик.
Классическая логика и интуиционистская логика являются примерами монотонных логик.

## Правило ослабления
Формально, монотонность может быть выражена, в виде правила, называемого ослаблением. Система является монотонной тогда и только тогда, когда это правило допустимо.
Правило ослабления может быть выражено в виде последовательности натурального вывода:
{\displaystyle {\frac {\Gamma \vdash C}{\Gamma ,A\vdash C}}}
Таким образом, можно сказать, что если на основе ряда предположений {\displaystyle \Gamma } можно доказать C, то, добавив дополнительно предположение A, всё равно можно доказать C.

## Пример
Следующий аргумент является верным:
- Все люди смертны. Сократ — человек. Поэтому Сократ смертен.

Его можно ослабить, добавив посылку:
- Все люди смертны. Сократ — мужчина. Коровы дают молоко. Поэтому Сократ смертен.

В силу свойства монотонности, аргумент остаётся истинным и с дополнительной посылкой, даже если эта посылка и не имеет отношения к заключению.

## Немонотонная логика
В большинстве видов логики, ослабление является либо правилом вывода, либо метатеоремой, если в логике нет явного правила. Заметными исключениями являются:
- Релевантная логика, в которой для вывода требуется соблюдение всех условий каждой посылки.
- Линейная логика, в которой отсутствуют монотонность и идемпотентность следствия.